# ریال یمن شمالی
ریال یمن شمالی (به انگلیسی: North Yemeni rial) (به زبان بومی: ریال یمنی) با کد ایزوی YER، یکای پول رایج در کشور یمن است. مسئولیت کنترل این یکای پول برعهدهٔ بانک مرکزی یمن قرار دارد.